# Басет (Канзас)
Басет (енгл. Bassett) град је у америчкој савезној држави Канзас.

## Демографија
По попису из 2010. године број становника је 14, што је 8 (-36,4%) становника мање него 2000. године.
| Група             | 2000.      | 2010.       |
| Белци             | 21 (95,5%) | 14 (100,0%) |
| Афроамериканци    | 1 (4,5%)   | 0 (0,0%)    |
| Азијати           | 0 (0,0%)   | 0 (0,0%)    |
| Хиспаноамериканци | 0 (0,0%)   | 0 (0,0%)    |
| Укупно            | 22         | 14          |